# Шелестівка (Морозівський старостинський округ)
Ше́лестівка — село в Україні, у Міловській селищній громаді Старобільського району Луганської області. Населення становить 331 осіб. Колишеній орган місцевого самоврядування — Морозівська сільська рада.
Село постраждало внаслідок геноциду українського народу, вчиненого урядом СРСР у 1932—1933 роках, кількість встановлених жертв — 217 людей.

## Населення
За даними перепису 2001 року населення села становило 331 особу, з них 95,47 % зазначили рідною мову українську, 4,23 % — російську, а 0,3 % — іншу.

## Також
- Перелік населених пунктів, що постраждали від Голодомору 1932-1933, Луганська область